# Râul Grăsuțu
Râul Grăsuțu este un curs de apă, afluent al râului Grasu.